# Cermatulus nasalis
Cermatulus nasalis är en insektsart. Cermatulus nasalis ingår i släktet Cermatulus och familjen bärfisar.

## Underarter
Arten delas in i följande underarter:
- C. n. hudsoni
- C. n. nasalis
- C. n. turbotti